# Bionnens
Bionnens (Byounin  en patois fribourgeois) est une localité et une ancienne commune suisse du canton de Fribourg, située dans le district de la Glâne.

## Population

### Surnom
Les habitants de la localité sont surnommés les Cudjes, soit les berces en patois fribourgeois.

### Démographie
La commune compte 77 hab. en 1811, 95 en 1850, 67 en 1900, 90 en 1950, 56 en 1980 et 71 en 2000.

## Histoire
Habité depuis au moins l'époque romaine (comme en témoignent les vestiges trouvés sur place en 1834), le village de Bionnens forme une seigneurie, possession d'une famille homonyme jusqu'au XVIe siècle où il passe entre les mains de plusieurs familles de la ville de Fribourg, au sein du bailliage de Rue dès 1536. En 1789, le village est érigé en commune et fait partie du district de Rue jusqu'en 1848, puis de celui de la Glâne.
Le 1er janvier 2001, la commune est incorporée dans celle d'Ursy.